# Большие Парфёнки
Большие Парфёнки — деревня в Можайском районе Московской области на территории сельского поселения Борисовское.
Население 117 человек (2006).

## История
В 1767 году, сельцо Парфенки Сосницкого стана — владение покойного князя Григория Семёновича Мещерского и его дочери, княжны Анны Григорьевны. В сельце пашня 260 десятин, перелог и лесная поросль 110 десятин, лес «рощи дровяного, а изредка и строевого 52 десятины», сенный покос 106 десятин, само селение занимало площадь в 14 десятин, дорога — 7 десятин и 984 с. Болота, речки и бакалдины (впадины) — 73 десятины и 1060 с. Общая площадь — 622 десятин и 2044 с. Население деревни — 60 душ.
В 1860 году в сельце существовало суконное производство. Существовало оно и в 1871 году.
В 1862 году в сельце Большие Парфенки насчитывалось 17 дворов и 82 мужских душ и 78 женских душ. Всего 160 человек. Существовала фабрика. В соседних Малых Парфенках (46 человек) существовала православная церковь.
По данным ведомости при церкви в приходе людям за 1859—1865 года, в Парфенках проживал поручик Павел Петров Абресков 37 лет с женой Анной Алексеевной 33 лет, их дочь София 4 года, крестьяне 14 домов, в них 127 человек.
В 1907 году в сельце насчитывалось 14 дворов.
В 1911 году деревней владел А. Ф. Поляков.
В 1913 году в деревне находилось 18 дворов. Рядом с деревней находилась дача владельца И. Н. Халютина, который также имел усадьбу при селе Сивково. Также неподалёку от деревни находились усадьбы А. Ф. Полякова (владельца деревни) и И. А. Крастинга.
В 1924 году в деревне существовал сельсовет, было 23 хозяйства. Общее население (количество едоков) — 114 человек. Из них всего 42 трудоспособных. Среди них 23 женщины (в возрасте от 16 до 55 лет) и 19 мужчин (от 18 до 60 лет). 145,64 десятин пашни и 37,44 десятины луга, 21 лошадь и 27 голов крупного рогатого скота.
До 2006 года Большие Парфёнки входили в состав Ямского сельского округа. На данный момент деревня входит в состав СП Борисовское.

## География
Деревня расположена в 7,5 км от Можайска, в 1,5 км от автодороги М1 (Минское шоссе), в 99 км от МКАДа и в 115 км от Москвы. Через деревню проходит автодорога Ивакино-Можайск.

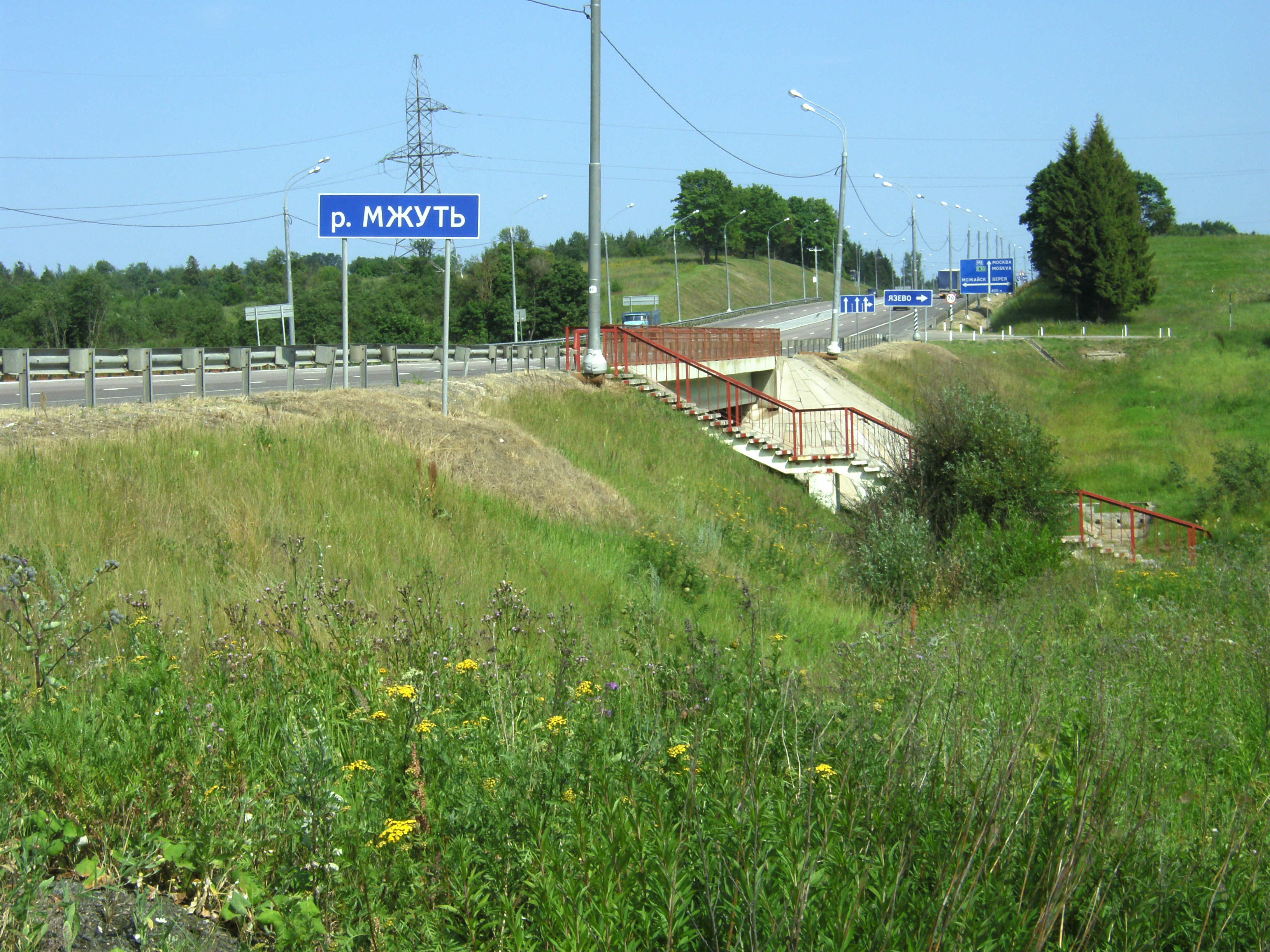
р. Мжуть

С запада деревню окружает водохранилище рыбхоза и сама река Мжуть, с севера — Занинский ручей, с востока Занинский пруд, а с юга крупный лесной массив, состоящий из множества небольших болот и Еригорьевского ручья, впадающего в реку Мжут. Почва подзолисто-глинистая, местами сильно и средне-оподзоленные.
Вокруг Б. Парфёнок находятся деревни: Сивково, Кромино, Чебуново, Малые Парфёнки, Большое Соколово, Малое Новосурино, Денежниково, Пеньгово, Аксентьево, Михайловское и Починки.

## Демография
По переписи населения 2010 года в деревне проживает 112 человек, из которых 69 женщин и 43 мужчины.

## Транспорт
Существует автобусное сообщение с городом Можайском. Доехать до деревни можно автобусом № 28 (Можайск — Сокольниково и Можайск — Ивакино), № 34 (Можайск — Ширино) и № 55 (Можайск — Бартеньево)

## Инфраструктура
В деревне находится котельная, водозаборный узел с водонапорной башней, Можайский рыбхоз и лесопилка (бывший сельский клуб). Из сферы торговли в деревне находится продуктовый магазин Можайского Райпо. В данный момент имеются заброшенные здания: баня, почтовое отделение, сенный амбар, 2 силосохранилища и 2 полуразрушенных здания совхоза «Красный Балтиец». На территории деревни есть 2 сотовые вышки.
В деревне всего 2 улицы — Центральная и Сельская. Центральная в основном представлена деревянными домами, а Сельская — новыми коттеджами и четырьмя двухэтажными кирпичными домами 1960-х годов постройки.
В центре деревни (т. н. «Центральная площадь») существует футбольное поле, детская площадка и автопарковка. Сюда приезжает передвижной центр МосОблЕИРЦ.

## Фото

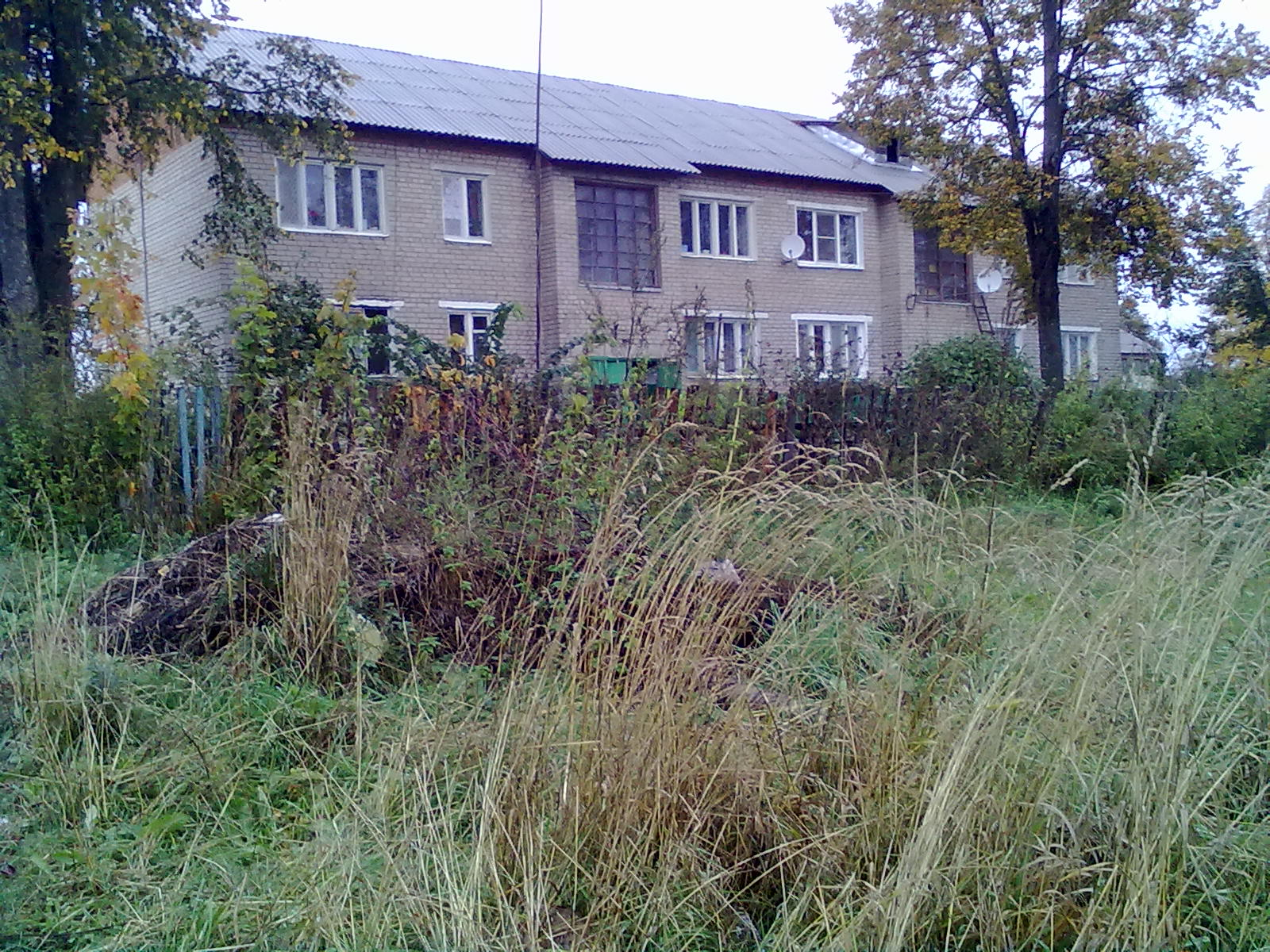
Дом № 4
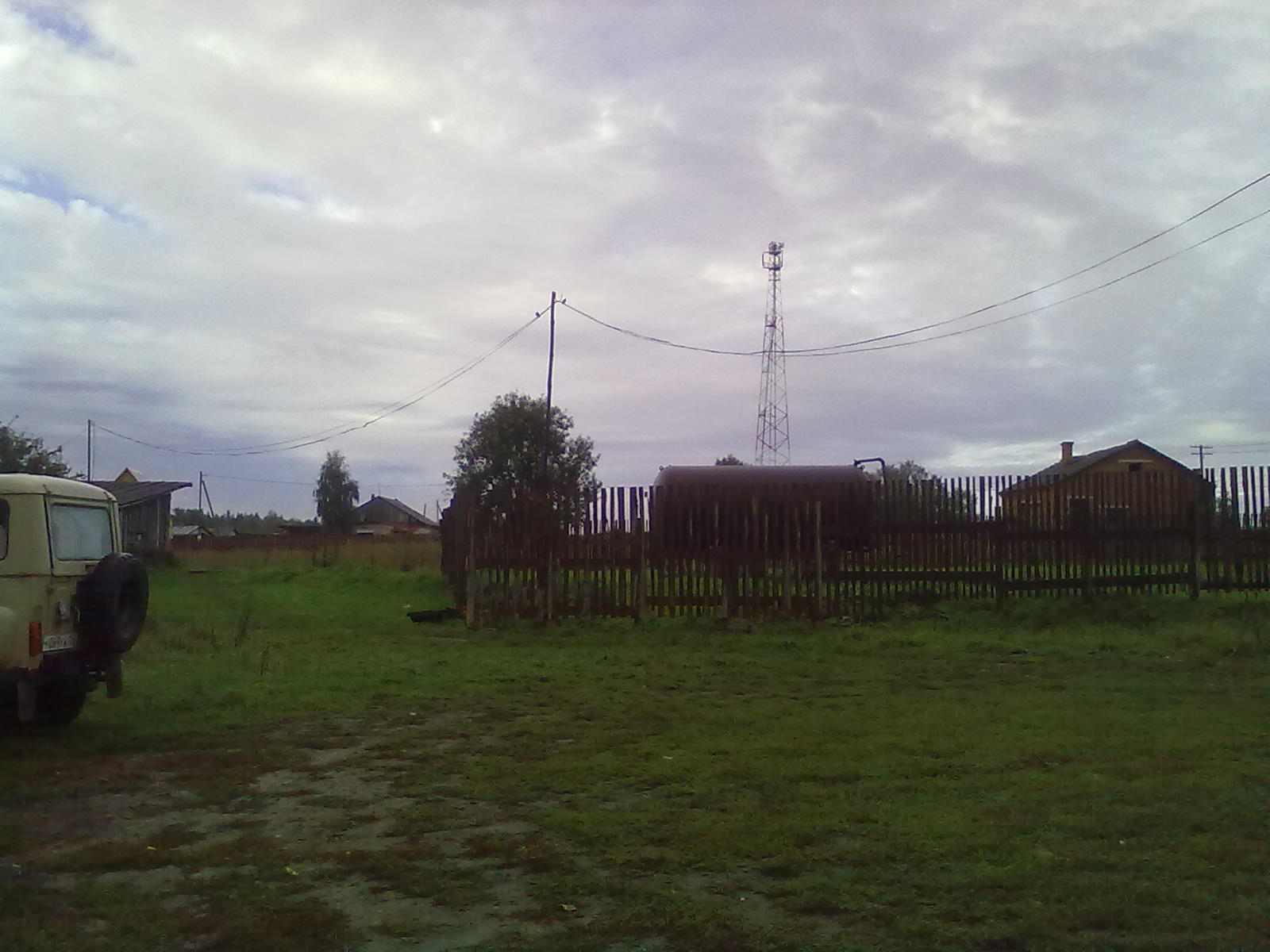
Вышка МТС
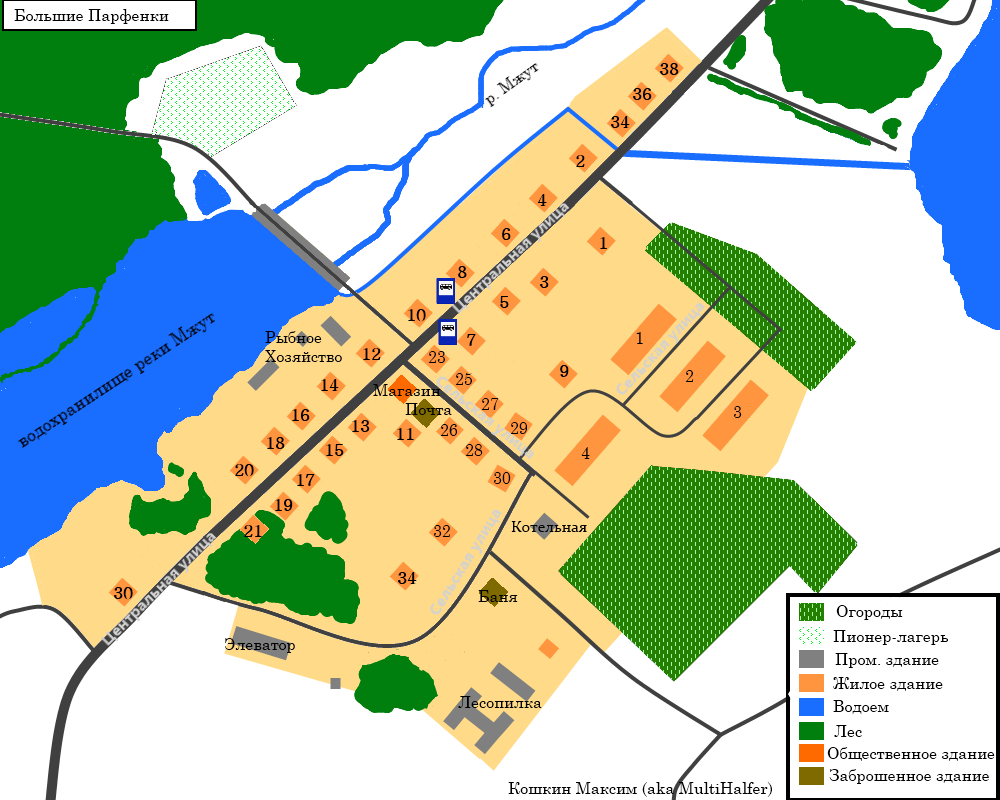
Карта-схема